# Advanced Photo System

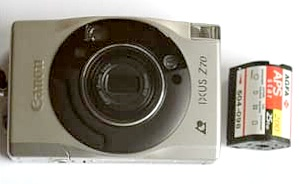
Cámara y cartucho de película APS.

El Advanced Photo System (APS) fue el último intento de modernización de la fotografía química antes de la evolución hacia la fotografía digital. La tecnología híbrida del APS fue presentada oficialmente por Canon, Fujifilm, Kodak, Minolta y Nikon el 22 de abril de 1996. Kodak dejó de fabricarlo en 2004, y actualmente ha caído en desuso.

## Detalles
El APS no sólo es un nuevo formato de película, el intento fue mucho mayor, pues se introdujeron novedades en técnica fotográfica en todos los aspectos:

### La película

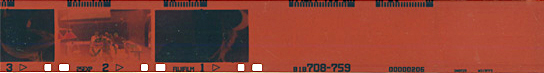
Un fragmento de película APS.

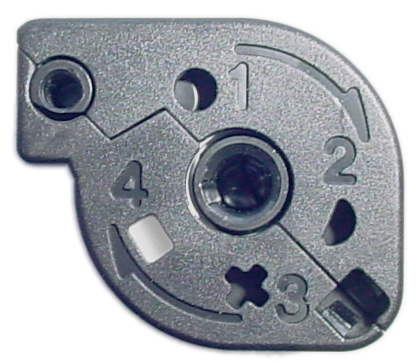
Indicadores del estado del carrete APS: 1.Sin exponer, 2.Parcialmente expuesto, 3.Expuesto y 4.Procesado.

La APS es una película de negativo de emulsiones mejoradas con un formato de (30,2 mm × 16,7 mm), que se ofrece en un carrete cerrado especialmente compacto. La película también incluye información óptica y magnética que hacen posible una comunicación entre la cámara-película-laboratorio.
El ancho de la película es de 24 mm y tiene 3 formatos posibles:
- H para "HIGH DEFINITION"[Alta Definición](30.2 x 16.7 mm; ratio: 16:9; tamaño típico de impresión 4x7")
- C para "Classic" (25.1 x 16.7 mm; ratio: 3:2; tamaño típico de impresión 4x6")
- P para "Panoramic" (30.2 x 9.5 mm; ratio: 3:1; tamaño típico de impresión 4x12")

Se ofrece en sensibilidades estándar de 100, 200 y 400 iso además de algunas emulsiones especiales con características de sensibilidad mejorada.

### El carrete
El carrete APS está formado por una carcasa plástica. Como se ha mencionado antes, esta carcasa es especialmente compacta, su forma podría asemejarse a la de un paralelepípedo alargado con dos de los ángulos mayores redondeados. En el carrete, además de los mecanismos de arrastre de la película, localizados en el centro de los lados menores, existen unos indicadores del estado de la misma, situados de forma circular en uno de los lados menores, en el opuesto hay un círculo con información magnética para la cámara. Los posibles estados de la película son:
- 1 - círculo, película no expuesta.
- 2 - semicírculo, película parcialmente expuesta.
- 3 - cruz, película expuesta en su totalidad.
- 4 - cuadrado, película procesada (revelada).

Los carretes se ofrecen en tamaños de 15, 25 y 40 tomas. La película se mantiene siempre, excepto para la exposición y el revelado, dentro del carrete, incluso después del revelado, quedando almacenada y protegida en su interior. El clásico botecito plástico para guardar los carretes pasa de la forma cilíndrica circular del carrete convencional a una forma cilíndrica elipsoidal.

### Las cámaras
El formato APS posibilita el diseño de cámaras compactas especialmente pequeñas y ligeras, capaces de nuevas funciones, como la posibilidad de intercambiar carretes en las cámaras sin estar terminados (por usar distintos ISOs, elegir BN o color, o cambiar de cámara). Otra opción es la de elegir entre distintos formatos de fotos (H, C o P).

### El revelado
Las cámaras pueden grabar en cada toma determinados datos, como la fecha, obturación, velocidad de exposición, uso de flash o el título de una foto, que pueden ser impresos en el reverso de la foto. Puesto que tras el revelado se devuelve el carrete cerrado, se presenta con una copia índice, con miniaturas de todas las fotos del carrete.